# Atlit Yam
Atlit Yam è un sito archeologico sottomarino, posto lungo la costa mediterranea dello Stato di Israele, a circa 200-400 m dalla linea di spiaggia e ad una profondità variabile tra gli 8 e i 12 m sotto il livello del mare.
Sul fondo marino esso occupa una superficie compresa tra i 4,0 ed i 6,5 ettari.
La sua datazione rilevata col Carbonio 14 si colloca tra il nono ed il VII millennio prima di Cristo.
Lo studio dei reperti lo riconduce al periodo Neolitico dell'Era preistorica.